# Szarpana Przełączka
Szarpana Przełączka (słow. Dračia štrbina, niem. Drachenwandscharte, węg. Sárkány-fal-csorba) – ostro wcięta przełączka położona na wysokości ok. 2330 m n.p.m. znajdująca się w południowo-wschodniej grani Wysokiej w słowackiej części Tatr Wysokich. Siodło Szarpanej Przełączki oddziela Wielką Szarpaną Turnię należącą do grupy trzech Szarpanych Turni na południowym wschodzie od Igły w Wysokiej (Smoczej Igły) na północnym zachodzie (między nimi znajduje się jeszcze wzniesienie zwane Smoczą Kopką). Na Szarpaną Przełączkę nie wiodą żadne znakowane szlaki turystyczne, jest ona dostępna jedynie dla taterników.
Polska nazwa Szarpanej Przełączki pochodzi od Szarpanych Turni, natomiast nazewnictwo słowackie wywodzi się od Smoczego Szczytu.
Pierwsze znane wejścia:
- letnie – Władysław Kleczyński, przewodnik Klemens Bachleda i tragarz Józef Gąsienica z Bystrego, 11 sierpnia 1895 r.,
- zimowe – Alfred Martin oraz przewodnicy Johann Breuer i Johann Franz senior, 29 marca 1907 r.[1]